# Barbados Football Association
Die Barbados Football Association (BFA) ist der im Jahr 1910 gegründete nationale Fußballverband von Barbados. Der Verband organisiert die Spiele der Fußballnationalmannschaft und ist seit 1967 Mitglied im Kontinentalverband CONCACAF sowie seit 1968 Mitglied im Weltverband FIFA. Zudem richtet der Verband die höchste nationale Spielklasse Premier League aus.

## Erfolge
- Fußball-Weltmeisterschaft

Teilnahmen: Keine
- CONCACAF Gold Cup

Teilnahmen: Keine